# Matthew Lewis (actor)
Matthew David Lewis (Yorkshire del Oeste, 27 de junio de 1989) es un actor británico. Es conocido principalmente por su papel de Neville Longbottom en la saga de películas de Harry Potter.

## Primeros años
Lewis nació en la ciudad de Leeds, Yorkshire del Oeste, Inglaterra, Reino Unido y se crio en su localidad de Horsforth. Es hijo de Lynda Needham Lewis y Adrian Lewis. Tiene dos hermanos: Chris Lewis y el actor Anthony Lewis. Asistió a la St. Mary's Catholic High School, Menston.

## Carrera
Lewis comenzó su carrera a la edad de cinco años con varios papeles para la televisión. Las audiciones abiertas que se realizaron en su ciudad seis años más tarde lo convertirían en Neville Longbottom de la saga Harry Potter basada en la serie de libros escrita por J. K. Rowling. Su papel como Neville le ha granjeado una gran cantidad de fans en todo el mundo.
Lewis también trabajó en televisión como Jamie Bradley en la conocida serie de Kay Mellor para la BBC One The Syndicate, papel por el que recibió una nominación a los Premios de la Crítica Televisiva en la categoría de "mejor actor". Poco después interpretó a Dodd en la película  The Rise, junto con Iwan Rheon, Timothy Spall, Vanessa Kirby y Luke Treadaway.
En 2012 debutó en el Teatro Duchess del distrito West End con la aclamada obra de Jonathan Lewis, Our Boys, en donde compartió cartel con los actores Laurence Fox y Luke Treadaway.
Dos años después se unió al casting de la galardonada serie Bluestone 42, de la BBC Three: una comedia dramática sobre un destacamento británico de eliminación de bombas en Afganistán en el que Lewis interpretaba al experto en munición, Gordon House; el actor volvió a la tercera temporada de la serie en marzo de 2015. En la actualidad, le podemos ver en su papel de Sargento Drum Drummond en Ripper Street, un drama policíaco producido por la BBC One y Amazon Video. También interpretó a Sean Balmforth en la serie ganadora de un Premio BAFTA, Happy Valley, de Sally Wainwright. En 2016, interpretó a Patrick en la película Yo antes de ti junto a Emilia Clarke y Sam Claflin.

## Vida privada
Se casó con Angela Jones el 28 de mayo de 2018.
Lewis es vicepresidente de la obra de caridad Leeds Rugby Foundation.
Lewis ha descrito que el 11 es su número de la suerte, hasta tiene un tatuaje en el brazo derecho de ese número. Desde 2015 vive en la ciudad de Londres.

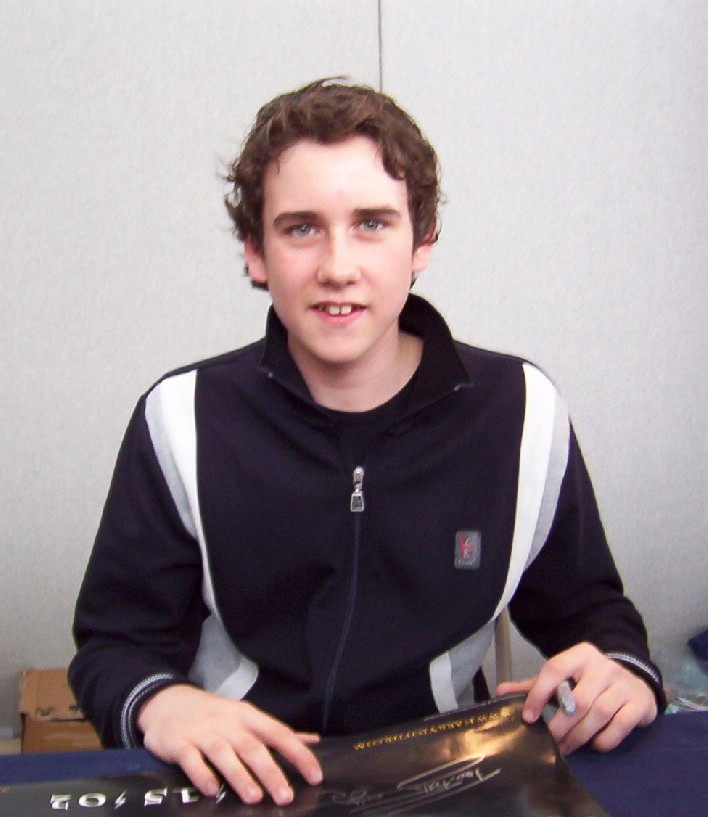
Matthew Lewis en 2003.

## Filmografía

### Cine
| Año  | Título                                             | Papel              | Notas                                            |
| ---- | -------------------------------------------------- | ------------------ | ------------------------------------------------ |
| 1995 | Some Kind of Life                                  | Johnathan Taylor   | Telefilme                                        |
| 2001 | Harry Potter y la piedra filosofal                 | Neville Longbottom | Basado en el personaje creado por J. K. Rowling. |
| 2002 | Harry Potter y la cámara secreta                   | Neville Longbottom | Basado en el personaje creado por J. K. Rowling. |
| 2004 | Harry Potter y el prisionero de Azkaban            | Neville Longbottom | Basado en el personaje creado por J. K. Rowling. |
| 2005 | Harry Potter y el cáliz de fuego                   | Neville Longbottom | Basado en el personaje creado por J. K. Rowling. |
| 2007 | Harry Potter y la Orden del Fénix                  | Neville Longbottom | Basado en el personaje creado por J. K. Rowling. |
| 2009 | Harry Potter y el misterio del príncipe            | Neville Longbottom | Basado en el personaje creado por J. K. Rowling. |
| 2010 | Harry Potter y las Reliquias de la Muerte: parte 1 | Neville Longbottom | Basado en el personaje creado por J. K. Rowling. |
| 2011 | Harry Potter y las Reliquias de la Muerte: parte 2 | Neville Longbottom | Basado en el personaje creado por J. K. Rowling. |
| 2012 | Night of the Loving Dead                           | Nigel (voz)        | Cortometraje                                     |
| 2012 | The Rise                                           | Dodd               |                                                  |
| 2013 | The Sweet Shop                                     | Reportero          |                                                  |
| 2016 | Yo antes de ti                                     | Patrick            |                                                  |
| 2018 | Terminal                                           | Lenny              |                                                  |
| 2020 | Baby Done                                          | Tim                |                                                  |

### Televisión
| Año       | Título                                            | Papel           | Notas                                  |
| --------- | ------------------------------------------------- | --------------- | -------------------------------------- |
| 1996      | Dalziel and Pascoe                                | Davy Plessey    | Episodio: "An Advancement of Learning" |
| 1999      | Heartbeat                                         | Alan Quigley    | Episodio: "Hollywood or Bust"          |
| 2000      | Where the Heart Is                                | Billy Bevan     | Episodio: "Things Fall Apart"          |
| 2012      | The Syndicate                                     | Jamie Bradley   | 5 episodios                            |
| 2014-2015 | Bluestone 42                                      | Gordon House    | Papel recurrente                       |
| 2015      | Crimen en el paraíso                              | Dominic Claydon | 1 episodio                             |
| 2016      | Ripper Street                                     | Samuel Drummond | 8 episodios                            |
| 2016      | Happy Valley                                      | Sean            | Papel recurrente                       |
| 2022      | Harry Potter 20th Anniversary: Regreso a Hogwarts | El mismo        | Película documental HBO Max            |

### Videoclips
| Año  | Título | Papel | Artista |
| ---- | ------ | ----- | ------- |
| 2012 | Filth  | Novio | Buriers |

### Teatro
| Año  | Título                    | Papel              |
| ---- | ------------------------- | ------------------ |
| 2006 | The Queen's Handbag       | Neville Longbottom |
| 2011 | Agatha Christie's Verdict | Lester Cole        |
| 2012 | Our Boys                  | Mick               |

### Videojuegos
| Año  | Título                                             | Papel              | Notas |
| ---- | -------------------------------------------------- | ------------------ | ----- |
| 2007 | Harry Potter y la Orden del Fénix                  | Neville Longbottom | Voz   |
| 2011 | Harry Potter y las Reliquias de la Muerte: parte 2 | Neville Longbottom | Voz   |

### Parque temático
| Año  | Título                                 | Papel              | Notas                |
| ---- | -------------------------------------- | ------------------ | -------------------- |
| 2010 | Harry Potter and the Forbidden Journey | Neville Longbottom | Atracción del parque |

## Distinciones
El 24 de julio de 2012, Lewis recibió una distinción de la Universidad Metropolitana de Leeds por su contribución a las artes y a las obras de caridad.